# Apareiodon machrisi
Apareiodon machrisi é uma espécie de peixes da família Parodontidae na ordem dos Characiformes. É um peixe de água doce e de clima tropical. Encontram-se em América do Sul: bacia dos rios  Tocantins e Araguaia.

## Morfologia
Os machos podem chegar aos 7,4 cm de comprimento total.